# (40409) Taichikato
(40409) Taichikato (1999 RS2) – planetoida z pasa głównego asteroid okrążająca Słońce w ciągu 3 lat i 306 dni w średniej odległości 2,45 j.a. Została odkryta 6 września 1999 roku.